# Deuterophysa flavidalis
Deuterophysa flavidalis là một loài bướm đêm trong họ Crambidae.